# 蛇砲
蛇砲（Culverin）或原是歐洲中世紀的一種手銃，供步兵與騎兵使用。後來也指幾種加農砲，作為加農砲的蛇砲有著長砲管與輕量的結構。發射輕型砲彈（3.6~7.3公斤=8~16英磅），這種砲的名稱來自拉丁語的蛇（Colubra）。到了17世紀，歐洲火砲開始以砲彈的重量來分類，此名稱變得過時。

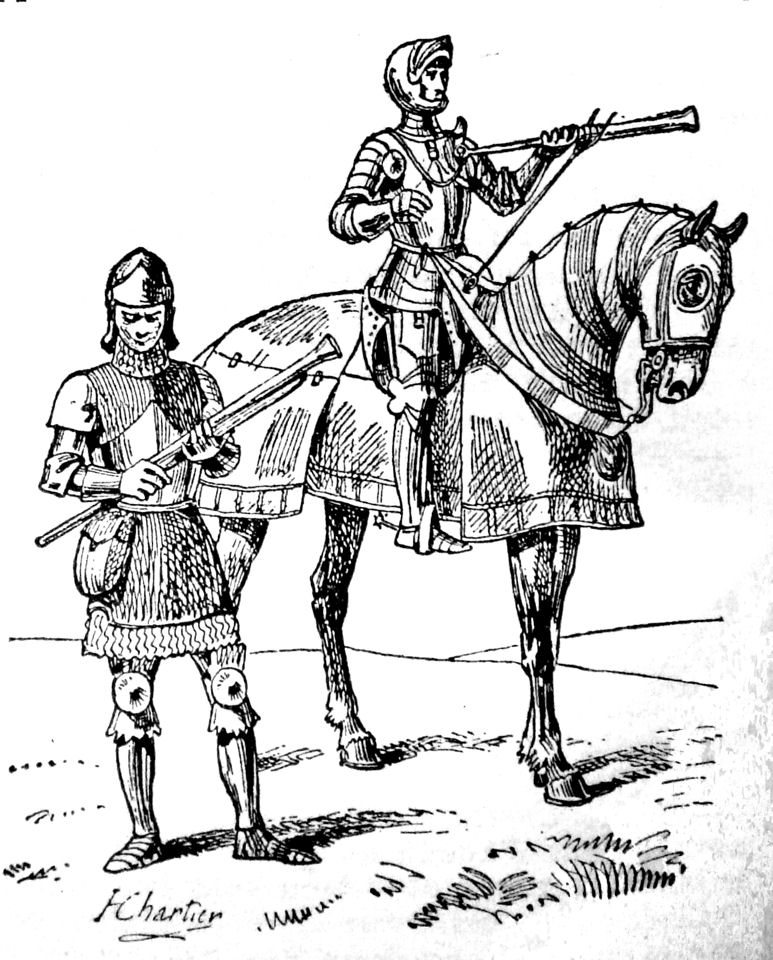
持蛇銃（Hand Culverin）的步兵與騎兵。

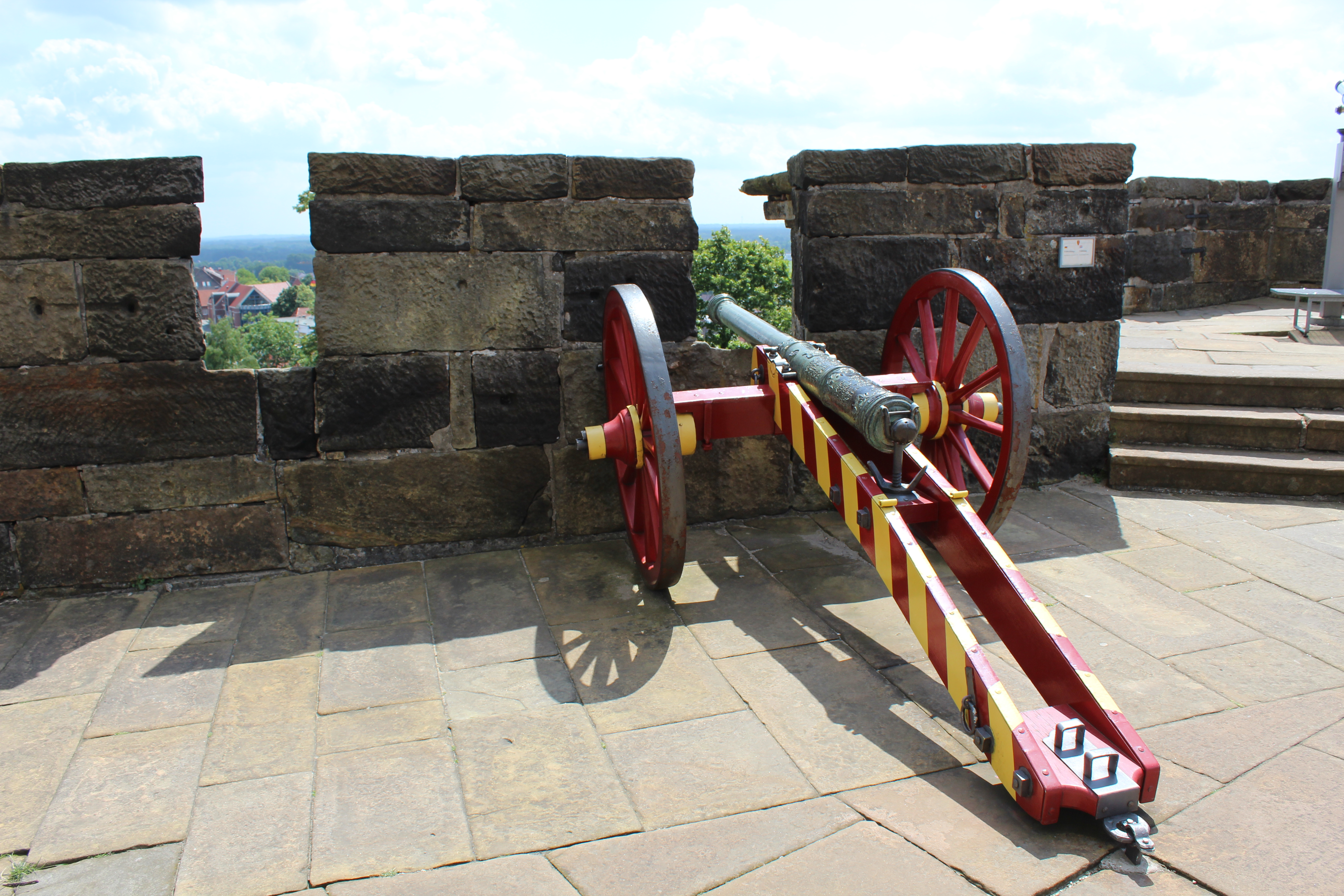
蛇砲。